# Nissan Hypermini
O Hypermini é um  veículo elétrico compacto de dois lugares produzidos pela Nissan. Foi introduzido de forma limitada no Japão em 1999. Em 2000 foi lançado para venda em regiões metropolitanas do Japão, Tóquio, Osaka e Kyoto. As vendas foram orientadas principalmente para escritórios e agências governamentais nacionais, instituições públicas locais e corporações. A Nissan afirma que o Hypermini consome um quarto da energia típica de um carro.